# Birkenfeld (Rhénanie-Palatinat)
Pour les articles homonymes, voir Birkenfeld.
Birkenfeld est une municipalité allemande de l'arrondissement de Birkenfeld dans le land de Rhénanie-Palatinat. Elle compte, en 2009, 6 770 habitants.
Elle était, avant la Révolution française, le siège du comté de Palatinat-Birkenfeld (branche des électeurs du Palatinat du Rhin de la Maison de Wittelsbach) et de 1817 à 1918, capitale de la principauté de Birkenfeld, qui faisait partie du grand-duché d'Oldenbourg.

## Jumelage
- Roerdalen (Pays-Bas)
- Château-Salins (France)